# Cypoides
Cypoides este un gen de molii din familia Sphingidae. 

## Specii
- Cypoides chinensis - (Rothschild & Jordan, 1903)
- Cypoides parachinensis - Brechlin, 2009